# Mai-Mai

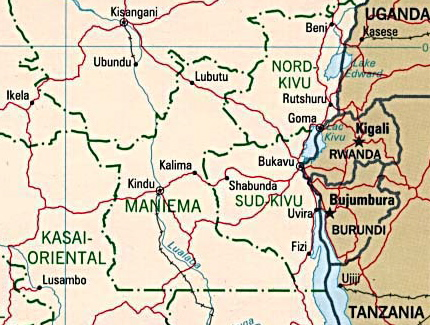
RDC centro-orientale

Il termine Mai-Mai (o Mayi-Mayi) si riferisce a qualsiasi tipo di milizia popolare attiva nella seconda guerra del Congo (e quindi nella Repubblica Democratica del Congo). Questa milizia popolare è stata fondata per difendere il proprio territorio dagli attacchi di altri gruppi armati. La maggior parte delle volte sono state costituite per resistere alle invasioni di forze ruandesi, congolesi filo-ruandesi e congolesi. Però, in alcuni casi, possono essere costituite per sfruttare la guerra a proprio favore con saccheggio, razzia di bovini o banditismo.
I gruppi armati che rientrano sotto il termine "Mai Mai" comprendono forze armate guidate dai signori della guerra, dagli anziani della tribù, dai capi villaggio e dai soggetti politicamente motivati. Infatti, il termine Mai Mai si riferisce a una grande varietà di gruppi etnici, non ad un singolo gruppo etnico. I Mai Mai sono stati particolarmente attivi (dal 2008 a oggi (2018)) nelle province dell'est congolese (al confine con il Ruanda): nel Kivu Nord  e nel Kivu Sud.